# 富西内
富西内（義大利語：Fusine），是意大利松德里奥省的一个市镇。总面积37平方公里，人口634人，人口密度17.1人/平方公里（2009年）。国家统计（ISTAT）代码为014030。